# Iphimedia obesa
Iphimedia obesa är en kräftdjursart som beskrevs av Martin Heinrich Rathke 1843. Iphimedia obesa ingår i släktet Iphimedia och familjen Iphimediidae. Arten är reproducerande i Sverige. Inga underarter finns listade i Catalogue of Life.